# Ернсберг (станція метро)
59°18′20″ пн. ш. 17°59′21″ сх. д. / 59.3055° пн. ш. 17.989027777778° сх. д.
«Ернсберг» (швед. Örnsberg) — станція Червоної лінії Стокгольмського метрополітену, обслуговується потягами маршруту Т13.
Станцію було відкрито 5 квітня 1964 року як південно-західну кінцеву у складі першої черги Червоної лінії, від Т-Сентрален до Ернсберга, з відгалуженням до Фруенген. 
16 травня 1965 року лінія була продовжена далі на південний захід до Сетра. 

Відстань до Слюссена становить 5,6 км.
Пасажирообіг станції в будень — 4,550 осіб (2019)

Розташування: мікрорайон Аспудден, Седерорт.  
Конструкція: відкрита наземна станція з однією острівною прямою платформою.

## Операції
| Попередня станція   | Лінія | Лінія     | Лінія | Наступна станція        |
| ------------------- | ----- | --------- | ----- | ----------------------- |
| Аспудден до Ропстен |       | Лінія T13 |       | Аксельсберг до Норсборг |